# تپه یونجه لیق تپه
تپه یونجه لیق تپه مربوط به سده‌های اولیه دوران‌های تاریخی پس از اسلام است و در شهرستان بوئین‌زهرا، بخش آوج، روستای اردلان واقع شده و این اثر در تاریخ ۱۹ اسفند ۱۳۸۰ با شمارهٔ ثبت ۴۹۹۸ به‌عنوان یکی از آثار ملی ایران به ثبت رسیده است.